# San Giorgio di Piano
San Giorgio di Piano là một đô thị thuộc tỉnh Bologna trong vùng Emilia-Romagna nước Ý. Đô thị này có diện tích km², dân số người.
Đô thị này có làng trực thuộc: Cinquanta, Gherghenzano, Stiatico.
Đô thị này có làng giáp các đô thị sau: Argelato, Bentivoglio, Castello d'Argile, San Pietro in Casale.